# 三加和町
三加和町（みかわまち）は、熊本県の北部にあった町で、2006年3月1日、隣の菊水町と対等合併して和水町となった。

## 地理
熊本県の最北部、内陸地域に位置し、福岡県と接する。
- 川：菊池川

## 歴史
- 1955年（昭和30年）4月1日 - 神尾村・緑村・春富村が対等合併し、三加和村が発足。
- 1968年（昭和43年）11月1日 - 三加和村が町制施行。三加和町となる。
- 2006年3月1日 - 菊水町と合併して和水町となり消滅。

## 産業

### 特産品
- 木炭
- アビオス
- ナス

## 姉妹都市
- 石川県白山市

## 地域

### 教育

#### 中学校
- 三加和町立三加和中学校

#### 小学校
- 三加和町立神尾小学校
- 三加和町立緑小学校
  - 十町分校
- 三加和町立春富小学校

## 交通

### 空港
町内に空港なし。
- 最寄り空港は熊本空港・佐賀空港・福岡空港。

### 鉄道
町内に鉄道路線なし。
- 最寄り鉄道駅は大牟田駅または玉名駅。

### バス路線

#### 一般路線バス
- ジェイアール九州バス（山鹿線）
  - 瀬高町 - 山川町 - 南関町 - 三加和町 - 山鹿市
- 産交バス
  - 山鹿市 - 三加和町 - 南関町

### 道路
高速道路の最寄りインターチェンジは九州自動車道南関インターチェンジ。

#### 一般国道
- 国道443号

#### 主要地方道
- 熊本県道・福岡県道4号玉名八女線
- 熊本県道・福岡県道6号玉名立花線

## 名所・旧跡・観光スポット・祭事・催事
- 田中城跡
- 中岳展望公園
- 三加和温泉
- 夏祭り盆踊り大会（8月13日）
- 戦国肥後国衆まつり（2月）

## 出身有名人
- 金栗四三（マラソン選手） - 旧春富村出身